# 白木航
白木 航（しらき わたる）は岩手県雫石町出身の男性実業家である。

## 来歴
- 2009年 株式会社オフィスミルを設立、代表取締役に就任。
- 2015年 WALL株式会社に社名変更、代表取締役に就任。

## 関連書籍
- 『オフィスの夢―集合知:100人が語る新世代のオフィス』（2009、新世代オフィス研究センター） ISBN 978-4-395-51102-0